# Abierto de Estados Unidos 2009
El Abierto de Estados Unidos 2009 fue un torneo de tenis disputado en superficie dura, siendo el cuarto y último torneo del Grand Slam del año. La edición 128.ª del US Open se celebró en el USTA National Tennis Center del Flushing Meadows-Corona Park de Nueva York entre el 31 de agosto y el 14 de septiembre de 2009.
Los defensores del título fueron el suizo Roger Federer (Ranking n.º 1) en individuales masculinos y la estadounidense Serena Williams (Ranking n.º 2) en individuales femeninos.
La belga Kim Clijsters, campeona en 2005, regresó a la competición en este torneo para el que había recibido una invitación.
Finalmente, el argentino Juan Martín del Potro y la propia Kim Clijsters se alzaron con la victoria final en el torneo. Roger Federer y Caroline Wozniacki fueron finalistas.

## Finales

### Individuales masculinos
Juan Martín Del Potro gana a  Roger Federer por 3-6, 7-6 (7-5), 4-6, 7-6 (7-4) y 6-2

### Individuales femeninos
Kim Clijsters gana a  Caroline Wozniacki por 7-5 y 6-3

### Dobles masculinos
Lukas Dlouhy /  Leander Paes ganan a  Mahesh Bhupathi /  Mark Knowles por 3-6, 6-3 y 6-2

### Dobles femeninos
Serena Williams /  Venus Williams ganan a   Cara Black /  Liezel Huber por 6-2 y 6-2

### Dobles mixto
Carly Gullickson /  Travis Parrott ganan a  Cara Black /  Leander Paes por 6-2 y 6-4

### Individuales masculinos
Bernard Tomic gana a  Chase Buchanan por 6-1 y 6-3

### Individuales femeninos
Heather Watson gana a  Yana Buchina por 6-4 y 6-1

### Dobles masculinos
Marton Fucsovics /  Cheng Peng Hsieh ganan a  Julien Obry /  Adrien Puget por 7-65, 5-7 y 10-1

### Dobles femeninos
Valeria Solovieva / Maryna Zanevska ganan a  Elena Bogdan / Noppawan Lertcheewakarn por 1-6, 6-3 y 10-7

## Cabezas de serie
Para la edición de 2009 se respetaron los ranking oficiales del ATP World Tour y del Sony Ericsson WTA Tour:
| 1. Roger Federer (final) 2. Andy Murray (cuarta ronda) 3. Rafael Nadal (semifinales) 4. Novak Đoković (semifinales) 5. Andy Roddick (tercera ronda) 6. Juan Martín del Potro (campeón) 7. Jo-Wilfried Tsonga (cuarta ronda) 8. Nikolay Davydenko (cuarta ronda) 9. Gilles Simon (tercera ronda) 10. Fernando Verdasco (cuartos de final) | 1. Dinara Sáfina 2. Serena Williams (semifinales) 3. Venus Williams 4. Yelena Dementieva 5. Jelena Janković 6. Svetlana Kuznetsova 7. Vera Zvonareva 8. Victoria Azarenka 9. Caroline Wozniacki (final) 10. Flavia Pennetta |